# U-625
| U-625                                                                      | U-625 | U-625 |
| -------------------------------------------------------------------------- | --- | --- |
|                                                                            | | |
|                                                                            | | |
| U-625 тоне після атаки протичовнового літака «Сандерленд». 10 березня 1944 | | |
| Під прапором                                                               | Третій Рейх | Третій Рейх |
| Спуск на воду                                                              | 15 квітня 1942 року | 15 квітня 1942 року |
| Сучасний статус                                                            | 10 березня 1944 року потоплений західніше Ірландії глибинними бомбами канадського протичовнового літака «Сандерленд»                                       | 10 березня 1944 року потоплений західніше Ірландії глибинними бомбами канадського протичовнового літака «Сандерленд»                                       |
| Проєкт                                                                     | | |
| Тип ПЧ                                                                     | Торпедний ДПЧ | Торпедний ДПЧ |
| Головний конструктор                                                       | Blohm + Voss, Гамбург | Blohm + Voss, Гамбург |
| Основні характеристики                                                     | | |
| Швидкість (надводна)                                                       | 17,7 вузлів | 17,7 вузлів |
| Швидкість (підводна)                                                       | 7,6 вузлів | 7,6 вузлів |
| Робоча глибина занурення                                                   | 100 м | 100 м |
| Гранична глибина занурення                                                 | 230 м | 230 м |
| Автономність плавання                                                      | 8 500 морських миль (15 700 км) на швидкості 10 вузлів (19 км/год) (у надводному положенні) 80 миль (150 км) на швидкості 4 вузли (в підводному положенні) | 8 500 морських миль (15 700 км) на швидкості 10 вузлів (19 км/год) (у надводному положенні) 80 миль (150 км) на швидкості 4 вузли (в підводному положенні) |
| Екіпаж                                                                     | 44-60 осіб | 44-60 осіб |
| Розміри                                                                    | | |
| Довжина найбільша (по КВЛ)                                                 | 67,1 м | 67,1 м |
| Ширина корпусу найб.                                                       | 5,5 м | 5,5 м |
| Висота                                                                     | 9,6 м | 9,6 м |
| Середня осадка (по КВЛ)                                                    | 4,74 м | 4,74 м |
| Водотоннажність надводна                                                   | 769 т | 769 т |
| Озброєння                                                                  | | |
| Артилерія                                                                  | 1 × 88-мм палубна гармата SK C/35 | 1 × 88-мм палубна гармата SK C/35 |
| Торпедно- мінне озброєння                                                  | 4 носових і один кормовий 533-мм ТА. 14 торпед або 26 мін TMA                                                                                              | 4 носових і один кормовий 533-мм ТА. 14 торпед або 26 мін TMA                                                                                              |
| ППО                                                                        | 1 × 20-мм зенітна гармата C/30 | 1 × 20-мм зенітна гармата C/30 |

U-625 — німецький підводний човен типу VII C Крігсмаріне за часів Другої світової війни. Закладений 28 липня 1941 року на верфі Blohm + Voss в Гамбурзі. Спущений на воду 15 квітня 1942 року, 4 червня 1942 року увійшов до складу ВМС нацистської Німеччини.
Розпочав службу у складі 8-ї флотилії, де проходив етап навчання та підготовки. З 1 жовтня 1942 року переведений до складу 3-ї флотилії, а з 1 листопада 1942 року — у складі 11-ї флотилії. 1 червня 1943 року ПЧ увели до складу 13-ї флотилії, а з 1 листопада 1943 року — 1-ї флотилії ПЧ Крігсмаріне.
З 4 листопада 1942 до загибелі 10 березня 1944 року U-625 здійснив 10 бойових походів, у яких потопив 5 кораблів і суден сумарною водотоннажністю 19 880 тонн.
10 березня 1944 року човен був потоплений в Північній Атлантиці західніше Ірландії глибинними бомбами канадського летючого човна «Сандерленд». Всі 53 члени екіпажу загинули.

## Командири
- Капітан-лейтенант Ганс Бенкер (4 червня 1942 — 2 січня 1944)
- Оберлейтенант-цур-зее Курт Зурет (2-25 січня 1944)
- Оберлейтенант-цур-зее Зігфрід Штрауб (26 січня — 10 березня 1944)

## Перелік затоплених U-625 суден у бойових походах
| №                                                           | Дата              | Назва         | Тип                | Належність      | Водотоннажність (брт) | Вантаж                                        | Конвой       | Результат та координати                                                                 | Наслідки атаки для екіпажу       | Прим. |
| ----------------------------------------------------------- | ----------------- | ------------- | ------------------ | --------------- | --------------------- | --------------------------------------------- | ------------ | --------------------------------------------------------------------------------------- | -------------------------------- | ----- |
| Перший похід (4.11—29.11.1942, 26 діб; Скьоменфіорд—Нарвік) |                   |               |                    |                 |                       |                                               |              |                                                                                         |                                  |       |
| 1                                                           | 6 листопада 1942  | Chulmleigh    | суховантажне судно | Велика Британія | 5 445                 | вантаж                                        |              | потоплений 76°27′ пн. ш. 15°50′ сх. д. / 76.450° пн. ш. 15.833° сх. д.                  | 58 (45 загинуло та 13 вціліло)   |       |
| 2                                                           | 6 листопада 1942  | Empire Sky    | суховантажне судно | Велика Британія | 7 455                 | військове майно, боєприпаси, військові літаки |              | потоплений 76°20′ пн. ш. 17°30′ сх. д. / 76.333° пн. ш. 17.500° сх. д.                  | 60 (60 загинуло, вцілілих немає) |       |
| 3                                                           | 23 листопада 1942 | Goolistan     | суховантажне судно | Велика Британія | 5 851                 | ліс та целюлоза                               | Конвой QP 15 | потоплений 75°50′ пн. ш. 15°45′ сх. д. / 75.833° пн. ш. 15.750° сх. д.                  | 52 (52 загинуло, вцілілих немає) |       |
| Шостий похід (12.7—27.7.1943, 16 діб; Тронгейм—Нарвік)      |                   |               |                    |                 |                       |                                               |              |                                                                                         |                                  |       |
| 4                                                           | 25 липня 1943     | T-904 (No 58) | військовий траулер | СРСР            | 557                   |                                               |              | підірвався на міні, затонув 69°34′ пн. ш. 59°56′ сх. д. / 69.567° пн. ш. 59.933° сх. д. | 45 (10 загинуло та 35 вцілілих)  |       |
| Сьомий похід (7.8—20.8.1943, 14 діб; Гаммерфест—Нарвік)     |                   |               |                    |                 |                       |                                               |              |                                                                                         |                                  |       |
| 5                                                           | 25 серпня 1943    | ASO-1 «Шквал» | рятувальне судно   | СРСР            | 572                   |                                               |              | підірвався на міні, затонув 69°43′ пн. ш. 60°34′ сх. д. / 69.717° пн. ш. 60.567° сх. д. | 52 (47 загинуло та 5 вцілілих)   |       |